# Taekwondo aux Jeux asiatiques de 2018
Navigation
Édition précédente Édition suivante
Les épreuves de taekwondo des Jeux asiatiques de 2018 se déroule du 19 au 23 août 2018 au Jakarta Convention Center Plenary Hall à Jakarta, en Indonésie.

## Calendrier
| Q | Qualifications | F | Demi-finale et finale |

| Épreuve↓/Date →             | 19 Dim | 19 Dim | 20 Lun | 20 Lun | 21 Mar | 21 Mar | 22 Mer | 22 Mer | 23 Jeu | 23 Jeu |
| --------------------------- | ------ | ------ | ------ | ------ | ------ | ------ | ------ | ------ | ------ | ------ |
| Poumsé individuel masculin  | Q      | F      |        |        |        |        |        |        |        |        |
| Poumsé par équipes masculin | Q      | F      |        |        |        |        |        |        |        |        |
| -58 kg masculin             |        |        | Q      | F      |        |        |        |        |        |        |
| -63 kg masculin             |        |        |        |        |        |        | Q      | F      |        |        |
| -68 kg masculin             |        |        |        |        |        |        |        |        | Q      | F      |
| -80 kg masculin             |        |        |        |        |        |        | Q      | F      |        |        |
| +80 kg masculin             |        |        |        |        | Q      | F      |        |        |        |        |
| Poumsé individuel féminin   | Q      | F      |        |        |        |        |        |        |        |        |
| Poumsé par équipes féminin  | Q      | F      |        |        |        |        |        |        |        |        |
| -49 kg féminin              |        |        |        |        |        |        |        |        | Q      | F      |
| -53 kg féminin              |        |        | Q      | F      |        |        |        |        |        |        |
| -57 kg féminin              |        |        |        |        | Q      | F      |        |        |        |        |
| -67 kg féminin              |        |        | Q      | F      |        |        |        |        |        |        |
| +67 kg féminin              |        |        |        |        | Q      | F      |        |        |        |        |

## Palmarès

### Poumsé
| Médaille                | Nom                   | Pays           |
| ----------------------- | --------------------- | -------------- |
| Médaille d'or, Asie     | Kang Min-sung         | Corée du Sud   |
| Médaille d'argent, Asie | Koursoh Bakhtiar      | Iran           |
| Médaille de bronze      | Chen Ching            | Taipei chinois |
| Médaille de bronze      | Pongporn Suvittayarak | Thaïlande      |

| Médaille                | Pays         |
| ----------------------- | ------------ |
| Médaille d'or, Asie     | Corée du Sud |
| Médaille d'argent, Asie | Chine        |
| Médaille de bronze      | Philippines  |
| Médaille de bronze      | Viêt Nam     |

| Médaille                | Nom                | Pays         |
| ----------------------- | ------------------ | ------------ |
| Médaille d'or, Asie     | Defia Rosmaniar    | Indonésie    |
| Médaille d'argent, Asie | Marjan Salahshouri | Iran         |
| Médaille de bronze      | Yap Khim Wen       | Malaisie     |
| Médaille de bronze      | Yun Ji-hye         | Corée du Sud |

| Médaille                | Pays           |
| ----------------------- | -------------- |
| Médaille d'or, Asie     | Thaïlande      |
| Médaille d'argent, Asie | Corée du Sud   |
| Médaille de bronze      | Philippines    |
| Médaille de bronze      | Taipei chinois |

### Kyorugi masculin
| Médaille                | Nom                | Pays         |
| ----------------------- | ------------------ | ------------ |
| Médaille d'or, Asie     | Kim Tae-hun        | Corée du Sud |
| Médaille d'argent, Asie | Niyaz Pulatov      | Ouzbékistan  |
| Médaille de bronze      | Sergio Suzuki      | Japon        |
| Médaille de bronze      | Farzan Ashourzadeh | Iran         |

| Médaille                | Nom                | Pays           |
| ----------------------- | ------------------ | -------------- |
| Médaille d'or, Asie     | Mirhashem Hosseini | Iran           |
| Médaille d'argent, Asie | Zhao Shuai         | Chine          |
| Médaille de bronze      | Ho Chia-hsin       | Taipei chinois |
| Médaille de bronze      | Cho Gang-min       | Corée du Sud   |

| Médaille                | Nom                   | Pays         |
| ----------------------- | --------------------- | ------------ |
| Médaille d'or, Asie     | Lee Dae-hoon          | Corée du Sud |
| Médaille d'argent, Asie | Amir Mohammad Bakhshi | Iran         |
| Médaille de bronze      | Yerrassyl Kaiyrbek    | Kazakhstan   |
| Médaille de bronze      | Ahmad Abughaush       | Jordanie     |

| Médaille                | Nom                | Pays         |
| ----------------------- | ------------------ | ------------ |
| Médaille d'or, Asie     | Nikita Rafalovich  | Ouzbékistan  |
| Médaille d'argent, Asie | Lee Hwa-jun        | Corée du Sud |
| Médaille de bronze      | Saleh Al-Sharabaty | Jordanie     |
| Médaille de bronze      | Nurian Myrzabaïev  | Kazakhstan   |

| Médaille                | Nom             | Pays        |
| ----------------------- | --------------- | ----------- |
| Médaille d'or, Asie     | Saeid Rajabi    | Iran        |
| Médaille d'argent, Asie | Dmitriy Shokin  | Ouzbékistan |
| Médaille de bronze      | Hamza Kattan    | Jordanie    |
| Médaille de bronze      | Ruslan Zhaparov | Kazakhstan  |

### Kyorugi féminin
| Médaille                | Nom                    | Pays        |
| ----------------------- | ---------------------- | ----------- |
| Médaille d'or, Asie     | Panipak Wongpattanakit | Thaïlande   |
| Médaille d'argent, Asie | Madinabonu Mannopova   | Ouzbékistan |
| Médaille de bronze      | Nahid Kiani            | Iran        |
| Médaille de bronze      | Miyu Yamada            | Japon       |

| Médaille                | Nom                | Pays           |
| ----------------------- | ------------------ | -------------- |
| Médaille d'or, Asie     | Su Po-ya           | Taipei chinois |
| Médaille d'argent, Asie | Ha Min-ah          | Corée du Sud   |
| Médaille de bronze      | Laetitia Aoun      | Liban          |
| Médaille de bronze      | Fariza Aldangorova | Kazakhstan     |

| Médaille                | Nom                     | Pays         |
| ----------------------- | ----------------------- | ------------ |
| Médaille d'or, Asie     | Luo Zongshi             | Chine        |
| Médaille d'argent, Asie | Lee Ah-reum             | Corée du Sud |
| Médaille de bronze      | Vipawan Siripornpermsak | Thaïlande    |
| Médaille de bronze      | Pauline Lopez           | Philippines  |

| Médaille                | Nom                 | Pays         |
| ----------------------- | ------------------- | ------------ |
| Médaille d'or, Asie     | Julyana Al-Sadeq    | Jordanie     |
| Médaille d'argent, Asie | Kim Jan-di          | Corée du Sud |
| Médaille de bronze      | Zhang Mengyu        | Chine        |
| Médaille de bronze      | Nigora Tursunkulova | Ouzbékistan  |

| Médaille                | Nom              | Pays         |
| ----------------------- | ---------------- | ------------ |
| Médaille d'or, Asie     | Lee Da-bin       | Corée du Sud |
| Médaille d'argent, Asie | Cansel Deniz     | Kazakhstan   |
| Médaille de bronze      | Gao Pan          | Chine        |
| Médaille de bronze      | Svetlana Osipova | Ouzbékistan  |

## Tableau des médailles
| Rang  | Nation         | Or | Argent | Bronze | Total |
| ----- | -------------- | -- | ------ | ------ | ----- |
| 1     | Corée du Sud   | 5  | 5      | 2      | 12    |
| 2     | Iran           | 2  | 3      | 2      | 7     |
| 3     | Thaïlande      | 2  | 0      | 2      | 4     |
| 4     | Ouzbékistan    | 1  | 3      | 2      | 6     |
| 5     | Chine          | 1  | 2      | 2      | 5     |
| 6     | Taipei chinois | 1  | 0      | 3      | 4     |
| 6     | Jordanie       | 1  | 0      | 3      | 4     |
| 8     | Indonésie      | 1  | 0      | 0      | 1     |
| 9     | Kazakhstan     | 0  | 1      | 4      | 5     |
| 10    | Philippines    | 0  | 0      | 3      | 3     |
| 11    | Japon          | 0  | 0      | 2      | 2     |
| 12    | Liban          | 0  | 0      | 1      | 1     |
| 12    | Malaisie       | 0  | 0      | 1      | 1     |
| 12    | Viêt Nam       | 0  | 0      | 1      | 1     |
| Total | Total          | 14 | 14     | 28     | 56    |